# Пуебло-Вест (Колорадо)
Пуебло-Вест (англ. Pueblo West) — переписна місцевість (CDP) в США, в окрузі Пуебло штату Колорадо. Населення — 33 086 осіб (2020).

## Географія
Пуебло-Вест розташоване за координатами 38°21′1″ пн. ш. 104°43′40″ зх. д. / 38.35028° пн. ш. 104.72778° зх. д. (38.350364, -104.727690).  За даними Бюро перепису населення США в 2010 році переписна місцевість мала площу 182,58 км², з яких 182,40 км² — суходіл та 0,18 км² — водойми.

## Демографія
Згідно з переписом 2010 року, у переписній місцевості мешкало 29 637 осіб у 10 715 домогосподарствах у складі 8403 родин. Густота населення становила 162 особи/км².  Було 11347 помешкань (62/км²).
Расовий склад населення:
| - 87,3 % — білих - 1,3 % — чорних або афроамериканців - 1,2 % — корінних американців - 1,0 % — азіатів - 0,1 % — вихідців з тихоокеанських островів - 6,0 % — осіб інших рас |

До двох чи більше рас належало 3,1 %. Частка іспаномовних становила 22,9 % від усіх жителів.
За віковим діапазоном населення розподілялося таким чином: 27,7 % — особи молодші 18 років, 60,2 % — особи у віці 18—64 років, 12,1 % — особи у віці 65 років та старші. Медіана віку мешканця становила 37,6 року. На 100 осіб жіночої статі у переписній місцевості припадало 99,4 чоловіків;  на 100 жінок у віці від 18 років та старших — 96,0 чоловіків також старших 18 років.
Середній дохід на одне домашнє господарство  становив 73 551 долар США (медіана — 65 681), а середній дохід на одну сім'ю — 79 024 долари (медіана — 71 369). Медіана доходів становила 56 344 долари для чоловіків та 36 757 доларів для жінок. За межею бідності перебувало 7,3 % осіб, у тому числі 9,0 % дітей у віці до 18 років та 4,3 % осіб у віці 65 років та старших.
Цивільне працевлаштоване населення становило 13 902 особи. Основні галузі зайнятості: освіта, охорона здоров'я та соціальна допомога — 24,5 %, роздрібна торгівля — 11,6 %, публічна адміністрація — 11,6 %.